# (12444) Prothoon
(12444) Prothoon ist ein Asteroid aus der Gruppe der Jupiter-Trojaner, der am 15. April 1996 von E. W. Elst an der Europäischen Südsternwarte entdeckt wurde. Als Jupiter-Trojaner bezeichnet man Asteroiden, die auf den Lagrange-Punkten auf der Bahn des Jupiter um die Sonne laufen.
Benannt wurde der Asteroid nach Prothoon, einem Krieger des Aeneas im Trojanischen Krieg.